# 5e régiment du matériel
Ne doit pas être confondu avec 5e base de soutien du matériel.
Le 5e régiment du matériel (5e RMAT) était un régiment de l’Armée de terre française.

## Historique
Le 5e régiment du matériel est créé le 1er juillet 1985 à Strasbourg à partir du 103e groupement réparation mobilité de corps d'armée de Mulhouse, du 610e groupement approvisionnement matériel de Saint-Eulien et du détachement du 102e groupement réparation mobilité de corps d'armée de Bitche.
La portion centrale du régiment occupait le quartier Lizé au Neuhof à Strasbourg.
Le 5e régiment du matériel faisait partie de la brigade logistique du 1er corps d'armée jusqu'en 1990 puis de la brigade logistique du 3e corps d'armée.
Il est dissous le 30 juin 1991.

## Composition
En 1989, le régiment compte plusieurs compagnies et détachements en Alsace et en Moselle :
- état-major, compagnie de commandement et de soutien, 4e compagnie d'approvisionnement à Strasbourg ;
- 1re compagnie de soutien multi-technique à Gresswiller ;
- 2e compagnie de soutien multi-technique à Colmar ;
- détachement de la 2e compagnie de soutien multi-technique à Mulhouse ;
- 3e compagnie de soutien d'artillerie à Bitche.

Le 5e RMAT fournissait également des sections de protection d'infrastructure dans les établissements du matériel de Besançon, Belfort et Gresswiller ainsi que dans les dépôts de  munitions de Bitche et de Neubourg.

## Insigne
- Au centre de l'insigne se trouve le chiffre 5 et une cigogne blanche, symbole de l'Alsace ;
- Le bleu et le gris sont les couleurs de l'arme du matériel ;
- « Res non verba », Des actes et non des paroles,  est la devise du régiment.